# UC 5
UC 5 war ein U-Boot der Kaiserlichen Marine vom Typ UC I, das im Ersten Weltkrieg eingesetzt wurde.

## Geschichte
UC 5 wurde von der Hamburger Vulkanwerft gebaut, lief am 13. Juni 1915 vom Stapel und wurde bereits sechs Tage später in Dienst gestellt. Das Boot war verhältnismäßig erfolgreich. Auf den während insgesamt 29 Einsätzen gelegten Seeminen sanken 29 Schiffe mit einer Tonnage von 36.288 Tonnen.
Am 27. April 1916 lief UC 5 bei Shipwash Shoal auf eine Sandbank und saß bei Ebbe fest (51° 58′ N, 1° 38′ O). Die Besatzung vernichtete die an Bord befindlichen Geheimdokumente. Kommandant Mohrbutter meldete den Vorfall per Funk nach Seebrügge. Der Funkspruch wurde von den Briten abgehorcht und der Zerstörer Firedrake zu der genannten Sandbank befohlen. Als das britische Kriegsschiff gesichtet wurde, befahl Mohrbutter die Evakuierung des U-Bootes und das Bereitmachen der Sprengsätze zur Selbstversenkung. Da die Sprengladungen nicht wie vorgesehen detonierten, misslang jedoch die Selbstzerstörung. Alle 15 Besatzungsmitglieder überlebten. UC 5 wurde später von den Briten geborgen und als Reklame für Kriegsanleihen verwendet.

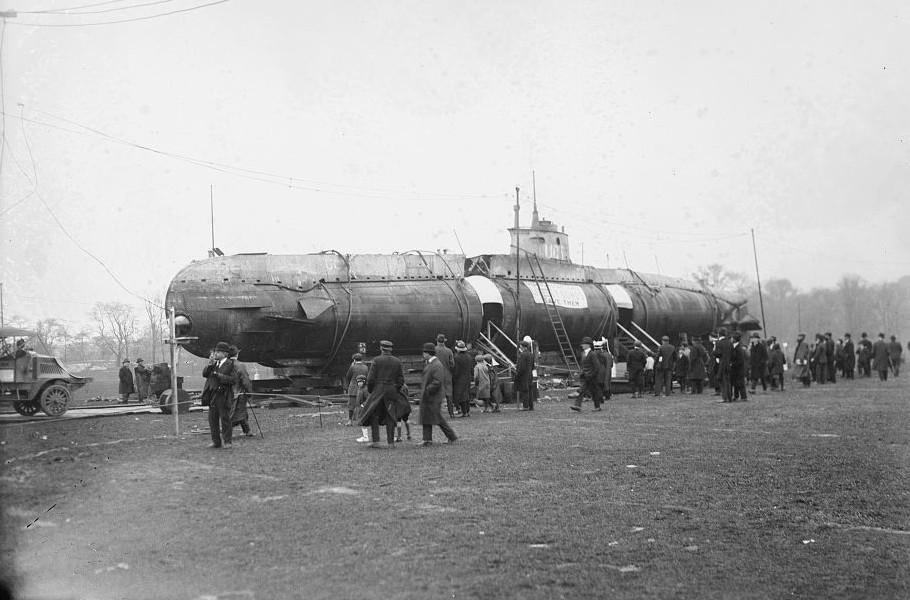
Das beschlagnahmte U-Boot UC 5 im New Yorker Central Park

## Kommandanten
| Juni bis Dezember 1915       | Herbert Pustkuchen |
| Dezember 1915 bis April 1916 | Ulrich Mohrbutter  |